# 中华人民共和国反有组织犯罪法
《中华人民共和国反有组织犯罪法》，是中华人民共和国为整治有组织犯罪出台的专门法律。该法于2021年12月24日，由第十三届全国人大常委会第三十二次会议表决通过《中华人民共和国反有组织犯罪法》，该法于2022年5月1日起施行。

## 背景
中国官方宣传称《中华人民共和国反有组织犯罪法》是扫黑除恶专项斗争的经验总结，出台是为了保障扫黑除恶工作能继续进行。

## 内容
该法共九章77条，包括总则、预防和治理、明确有组织犯罪的概念、明确公安机关办案权限、涉案财产认定和处置、国家工作人员涉有组织犯罪的处理、国际合作、保障措施、法律责任、附则等内容。
该法将《中华人民共和国刑法》第294条规定的组织、领导、参加黑社会性质组织犯罪，以及黑社会性质组织、恶势力组织实施的犯罪定性为“有组织犯罪”，其中“恶势力组织”一词指代经常纠集在一起，以暴力、威胁或者其他手段，在一定区域或者行业领域内多次实施违法犯罪活动，为非作恶，欺压群众，扰乱社会秩序、经济秩序，造成较为恶劣的社会影响，但尚未形成黑社会性质组织的犯罪组织。